# Tangier (Virgínia)
Tangier é uma cidade na ilha de Tangier Island na Baía de Chesapeake. É parte de Accomack County, no estado da Virginia, EUA.  A cidade foi habitada por 727 pessoas no censo de 2010. A ilha tem atraído a atenção dos linguistas porque seus habitantes usam um dialeto único da era elisabetana . Acredita-se que o dialeto mudou muito pouco desde a chegada dos primeiros colonizadores das ilhas britânicas.

## Historia
O explorador primeira conhecida da ilha era John Smith de Jamestown. Ele chamou Tangier e ilhas próximas Russel em honra do médico presente no seu barco.

## Geografia
Tangier está em um grupo de ilhas na parte da Baía de Chesapeake chamado Lower East Coast. Ele consiste de muitas pequenas ilhas divididas por pântanos e pequenas correntes de maré. As ilhas estão ligadas por pontes de madeira. A ilha principal tem três artérias, chamado de Main Ridge, Canton, e West Ridge pelos habitantes. Devido à sua distância do continente, Tangier é muito isolado, seus vizinhos mais próximos são outras ilhas como ilha de Smith, Maryland.

## Economia
A economia local é, em parte, à pesca do caranguejo. O caranguejo azul é muito presente e muito popular em torno da Baía de Chesapeake e em particular na área da cidade de Baltimore, que faz parte da culinária local. Os pescadores também vendem ostras.
A outra área importante é o turismo. Os navios chegam todos os dias na ilha para permitir que os turistas que visitam a ilha e para comprar produtos locais. As instalações do hotel são limitados o que limita o número de dormidas. Há, no entanto, vários restaurantes e lojas de lembranças. Poucos carros estão na ilha como as estradas são muito pequenas e porque as pontes de madeira não são apropriadas para suportar o peso dos mesmos. Portanto, os turistas se mover no lugar por carrinho de golfe, ciclomotor ou bicicleta.

## Localidades na vizinhança
O diagrama seguinte representa as localidades num raio de 32 km ao redor de Tangier.